# Ingrid Lindborg
Ingeborg "Ingrid" Ida Katarina Wallberg-Lindborg, född 29 december 1880 i Rinna församling, Östergötland, död 5 oktober 1966 i Vadstena, var en svensk lärare, målare och  tecknare. 
Hon var dotter till lantbrukaren Anders Johan Wallberg och Hilda Jacobson och från 1926 gift med skulptören Victor Lindborg. Hon studerade vid Wilhelmsons målarskola 1917-1918 och under studieresor till bland annat Tyskland, Frankrike, Österrike och Nordafrika. Tillsammans med sin man ställde hon ut i Strängnäs och Vadstena. Hon medverkade i några samlingsutställningar i Strängnäs. Hennes konst består av en rad bibliska bilder avsedda för skolbruk i akvarell eller pastell samt stilleben och landskapsmålningar i olja.